# Saint-Firmin-des-Bois
Saint-Firmin-des-Bois település Franciaországban, Loiret megyében. Lakosainak száma 498 fő (2022. január 1.). Saint-Firmin-des-Bois La Selle-en-Hermoy, Château-Renard, Chuelles és Saint-Germain-des-Prés községekkel határos.

## Népesség
A település népessége az elmúlt években az alábbi módon változott:
| Lakosok száma | 267  | 281  | 362  | 460  | 500  | 479  | 462  | 451  | 466  | 498  |
|               | 1968 | 1982 | 1990 | 2006 | 2013 | 2015 | 2017 | 2019 | 2020 | 2022 |